# Routes nationales de Bolivie

Écusson de la route 1.

Les routes nationales de Bolivie (en espagnol: Rutas Nacionales de Bolivia) constituent les routes appartenant à l'État bolivien qui forment le réseau routier fondamental (en espagnol : Red Vial Fundamental).
Le réseau de routes nationales bolivien est constitué sous la présidence de Hugo Banzer Suárez par le décret suprême 25134 du 21 août 1998. Il comptait initialement un total de 17 routes.

## Réseau
En novembre 2010, le réseau est constitué de 69 820 km de routes, dont les caractéristiques sont détaillées dans le tableau suivant.
| Asphaltées | Autoroutes | Voies rapides | Pistes en gravier | Pistes en terre |
| ---------- | ---------- | ------------- | ----------------- | --------------- |
| 10 041 km  | 30 km      | 108 km        | 27 928 km         | 37 969 km       |

## Liste des routes
Le réseau comporte en 2009 un total de 45 Rutas Fundamentales numérotées de F-01 à F-99. Les panneaux ne comportent que le numéro en dessous de la mention du pays en majuscule. Le numéro est attribué dans l'ordre de mise en service.
| Écusson | Nom      | Repères                                                                                     | Longueur                  | Commentaires                                          |
| ------- | -------- | ------------------------------------------------------------------------------------------- | ------------------------- | ----------------------------------------------------- |
|         | Route 1  | Desaguadero (frontière du Pérou) – Machacamarca – Bermejo (frontière de l'Argentine)        | 1 215 km                  |                                                       |
|         | Route 2  | Kasani (frontière du Pérou) – Copacabana – Huarina – El Alto – La Paz                       | 155 km                    |                                                       |
|         | Route 3  | La Paz – Coroico – Caranavi – Yucumo – San Ignacio de Moxos – Trinidad                      | 602 km                    |                                                       |
|         | Route 4  | Tambo Quemado (frontière du Chili) – Puerto Suárez (frontière du Brésil)                    | 1 657 km                  | route nationale la plus longue                        |
|         | Route 5  | La Palizada – Hito LX (frontière du Chili)                                                  | 898 km                    |                                                       |
|         | Route 6  | Camiri (frontière du Paraguay) – Sucre – Uncía – Machacamarca                               | 976 km                    | à l'ouest de Sucre depuis 2001                        |
|         | Route 7  | Cochabamba – Santa Cruz de la Sierra                                                        | 488 km                    |                                                       |
|         | Route 8  | Guayaramerín (frontière du Brésil) – Yucumo                                                 | 696 km                    |                                                       |
|         | Route 9  | San José de Pocitos (frontière de l'Argentine) – Guayaramerín (frontière du Brésil)         | 1 631 km                  | au nord de Trinidad depuis 2003                       |
|         | Route 10 | San Matías (frontière du Brésil) – San Ignacio de Velasco – Concepción – San Juan del Piraí | 774 km                    |                                                       |
|         | Route 11 | Junacas Sur – Villamontes – Cañada Oruro (frontière du Paraguay)                            | 370 km                    |                                                       |
|         | Route 12 | Pisiga Bolívar (frontière du Chili) – Ocotavi                                               | 130 km                    |                                                       |
|         | Route 13 | Cobija (frontière du Brésil) – El Triangulo                                                 | 370 km                    |                                                       |
|         | Route 14 | Villazón (frontière de l'Argentine) – Cuchu Ingenio                                         | 316 km                    |                                                       |
|         | Route 15 | Ivirgarzama – Puerto Villarroel                                                             | 27 km                     | route la plus courte lors de l'inauguration du réseau |
|         | Route 16 | Huarina – Porvenir / Ixiamas – San Buenaventura                                             | 921 km +115 km = 1 036 km | parcours discontinu                                   |
|         | Route 17 | San Ignacio de Velasco – San José de Chiquitos                                              | 200 km                    | dernière route du réseau d'origine                    |
|         | Route 18 | Villa Rosario – Extrema (frontière du Pérou)                                                | 76 km                     |                                                       |
|         | Route 19 | El Alto – Charaña (frontière du Chili)                                                      | 211 km                    |                                                       |
|         | Route 20 | Hornillos – Las Carreras                                                                    | 81 km                     |                                                       |
|         | Route 21 | Uyuni – Tupiza                                                                              | 197 km                    |                                                       |
|         | Route 22 | Mataral – Ipitá                                                                             | 249 km                    |                                                       |
|         | Route 23 | Aiquile – Paracaya                                                                          | 147 km                    |                                                       |
|         | Route 24 | Villa Tunari – San Ignacio de Moxos                                                         | 260 km                    |                                                       |
|         | Route 25 | Unduavi – Quillacollo                                                                       | 120 km                    |                                                       |
|         | Route 26 | Apolo – Caranavi                                                                            | 125 km                    |                                                       |
|         | Route 27 | Lagunas – Ancaravi                                                                          | 150 km                    |                                                       |
|         | Route 28 | Villazón – Padcaya                                                                          | 130 km                    |                                                       |
|         | Route 29 | Palos Blancos – Campo Pajoso                                                                | 83 km                     |                                                       |
|         | Route 30 | Challapata – Uyuni                                                                          | 204 km                    |                                                       |
|         | Route 31 | Curahuara de Carangas – Oruro                                                               | 170 km                    |                                                       |
|         | Route 32 | Route 1 dans Oruro – Pocoata                                                                | 65 km                     |                                                       |
|         | Route 33 | Bermejo – Caraparí                                                                          | 169 km                    |                                                       |
|         | Route 34 | San José de Chiquitos – Palmar de las Islas                                                 | 190 km                    |                                                       |
|         | Route 35 | San Pedro – Yapacaní                                                                        | 200 km                    |                                                       |
|         | Route 36 | Abapó – Boyuibe                                                                             | 210 km                    |                                                       |
|         | Route 37 | Mineros – Villa Rosario                                                                     | 38 km                     |                                                       |
|         | Route 38 | Guadalupe – Santa Rosa                                                                      | 74 km                     |                                                       |
|         | Route 39 | San Miguel de Velasco – Cuatro Cañadas                                                      | 230 km                    |                                                       |
|         | Route 40 | Coroico – Puente Villa                                                                      | 54 km                     |                                                       |
|         | Route 41 | Contournement nord de La Paz                                                                | 29 km                     |                                                       |
|         | Route 42 | La Paz                                                                                      | 10 km                     | route nationale la plus courte                        |
|         | Route 43 | Viacha – Nazacara – San Andrés de Machaca – Catacora – Hito IV                              | 176 km                    |                                                       |
|         | Route 44 | Caracollo – Colquiri                                                                        | 42 km                     |                                                       |
|         | Route 45 | Cruce Concepción – Valle de Concepción – Chocloca – Chaguaya – Mecoya                       | 92 km                     |                                                       |